# Éric Besnard (réalisateur)
Pour les articles homonymes, voir Éric Besnard et Besnard.
Éric Besnard est un réalisateur et scénariste français, né le 15 mars 1964. Il est le fils du réalisateur Jacques Besnard.

## Filmographie

### Réalisateur
- 1999 : Le Sourire du clown
- 2008 : Ca$h
- 2010 : 600 kilos d'or pur
- 2012 : Mes héros
- 2015 : Le Goût des merveilles
- 2020 : L'Esprit de famille
- 2021 : Délicieux
- 2023 : Les Choses simples
- 2024 : Louise Violet
- 2026 : Jean Valjean

### Scénariste
- 2004 : Le Convoyeur de Nicolas Boukhrief
- 2005 : L'Antidote de Vincent de Brus
- 2005 : Travaux, on sait quand ça commence... de Brigitte Roüan
- 2008 : Le Nouveau Protocole de Thomas Vincent
- 2008 : Babylon A.D. de Mathieu Kassovitz
- 2008 : Ca$h
- 2010 : L'Italien, d'Olivier Baroux
- 2010 : 600 kilos d'or pur
- 2012 : Mes héros
- 2012 : À l'aveugle, d'après une idée originale de Luc Besson et via le projet « Weareproducteurs »
- 2015 : Entre amis
- 2015 : Made in France
- 2018 : L'Empereur de Paris de Jean-François Richet
- 2020 : L'Esprit de famille
- 2021 : Délicieux
- 2023 : Les Choses simples
- 2024 : Comme un fils de Nicolas Boukhrief

### Dialoguiste
- 2008 : Ca$h
- 2018 : L'Empereur de Paris de Jean-François Richet